# Хейг, Луиза
Луиза Маргарет Хейг (англ. Louise Margaret Haigh; род. 22 июля 1987, Шеффилд, Йоркшир и Хамбер) — британский политик, член Лейбористской партии. Министр транспорта Великобритании (2024 год).

## Биография
Окончила школу в Шеффилде и Ноттингемский университет. Работала профсоюзным функционером, помощником депутата парламента Лизы Нэнди. В 2009—2011 годах являлась добровольным неоплачиваемым помощником лондонской полиции в должности специального констебля. В 2015 году избрана в Палату общин от округа Шеффилд Хили.
В 2015 году вошла в теневое правительство Джереми Корбина, в котором занимала младшие министерские должности.
6 апреля 2020 года назначена теневым министром по делам Северной Ирландии при формировании теневого правительства Кира Стармера (на первом этапе она числилась исполняющей обязанности на период излечения Тони Ллойда от короновирусной инфекции COVID-19).
29 ноября 2021 года перемещена на должность теневого министра транспорта.
5 июля 2024 года получила портфель министра транспорта в лейбористском правительстве Стармера, сформированном после поражения консерваторов на парламентских выборах.
29 ноября 2024 года Луиза Хейг ушла в отставку, когда стало известно о её судимости 10-летней давности за ложное заявление в полицию о хищении мобильного телефона.